# Missy-lès-Pierrepont
Missy-lès-Pierrepont település Franciaországban, Aisne megyében. Lakosainak száma 106 fő (2022. január 1.). Missy-lès-Pierrepont Gizy, Grandlup-et-Fay, Liesse-Notre-Dame és Pierrepont községekkel határos.

## Népesség
A település népességének változása:
| Lakosok száma | 161  | 116  | 89   | 100  | 112  | 110  | 108  | 107  | 106  | 106  |
|               | 1968 | 1982 | 1990 | 2006 | 2011 | 2016 | 2017 | 2019 | 2020 | 2022 |